# 김삿갓 (노래)
〈김삿갓〉은 홍서범이 작사·작곡하여 1989년에 발표한 노래인데, 대한민국에서 초창기에 랩을 시도한 곡으로, 대한민국 최초의 랩이나 힙합 음악으로 평가되기도 한다. 

## 배경
홍서범은 나이트클럽에서 에어로스미스와 런 DMC의 "Walk This Way"을 듣고 이 곡보다 랩의 요소를 더 가미하고 멜로디를 없앤 곡을 만들기로 결심했다고 밝혔다. 다만 아직 대한민국 국내에는 익숙하지 않던 장르였으므로, 한국적인 소재를 선택하기로 결심하고 당시 자신이 관심을 가지고 있던 김삿갓을 노래의 소재로 삼았다. 홍서범 자신은 이 곡을 발표할 당시에 자신의 노래가 랩이라는 것은 몰랐다고 한다.

## 평가
이 곡을 대한민국 최초의 랩이나 힙합으로 꼽는 평가가 있다. 음악 평론가 김봉현은 이 곡을 대한민국 최초의 랩으로 평가한다. 아무리 비록 가사에 라임은 없으나, 가사의 글자 수를 의식적으로 조율하여 랩 가사의 작법을 따랐다는 게 그의 의견이다. 음악 웹진 리드머의 강일권은 루핑에 충실한 이 곡의 비트가 미국의 올드 스쿨의 작법과 유사하기 때문에 대한민국 최초의 힙합이라고 평가하였다.